# Banque centrale des Bahamas
La Banque centrale des Bahamas est la banque centrale de Bahamas. Comme les autres banques centrales, sa mission première est de rechercher la stabilité financière du pays. Il n’est pas lié au Département du Trésor, car il s’agit d’une institution autonome.

## Histoire

### Conseil monétaire
En 1919, le gouvernement britannique a créé le Board of Commissioners of Currency pour émettre la monnaie locale des Bahamas indexée sur la livre sterling. Le Conseil a contribué à promouvoir l'émergence des Bahamas en tant que centre international de commerce de devises et de banque au cours des années 1960 et 1970.
En décembre 1967, il y avait 208 banques et sociétés fiduciaires aux Bahamas, contre seulement 37 en 1963. En 1974, on en comptait 323. Cependant, le cadre législatif était insuffisant pour assurer une réglementation et une supervision adéquates des activités bancaires.

### Autorité monétaire
En 1968, l'Autorité monétaire des Bahamas (BMA) a été créée à la place du conseil. Le gouvernement a également mis fin par la suite à l'arrimage du dollar bahaméen à la livre sterling et l'a désormais rattaché au dollar américain.
L’Autorité a joué un rôle élargi dans le système financier des Bahamas. Premièrement, la BMA fonctionnait selon un système centralisé, dans le cadre duquel elle achetait et vendait des devises étrangères. Cela a permis aux banques de placer leurs réserves de change sous le contrôle de la BMA, éliminant ainsi efficacement leur risque de change. Deuxièmement, la BMA a été autorisée à acheter la dette du gouvernement des Bahamas, marquant ainsi le début d’une politique monétaire discrétionnaire. Enfin, la BMA a été autorisée à servir de prêteur de dernier recours aux banques commerciales en cas d’urgence financière.
La BMA n'eut cependant qu'une courte existence et fut remplacée en 1974 par la Banque centrale des Bahamas.

### Banque centrale
La Banque centrale a été créée le 1er juin 1974 par la loi sur la Banque centrale des Bahamas. désormais remplacée par la loi de 2000 sur la Banque centrale des Bahamas.